# Классический «Доктор Кто» (7-й сезон)
Премьера седьмого сезона классических серий британского научно-фантастического сериала «Доктор Кто» состоялась 3 января 1970 года, с выходом на экраны серии «Острие из космоса». Сезон завершился 20 июня 1970 года показом серии «Инферно».

## Актёрский состав

### Основной
- Джон Пертви в роли Третьего Доктора
- Кэролайн Джон в роли его спутницы, Лиз Шоу.

В этом сезоне Джон Пертви сменил Патрика Траутона в качестве исполнителя роли Доктора. Кэролайн Джон снялась в роли спутницы и ассистентки Повелителя времени, Лиз Шоу, и покинула актёрский состав после показа последней серии сезона.

### Второстепенный
- Николас Кортни в роли бригадира Летбридж-Стюарта
- Джон Левин в роли сержанта Бентона

Николас Кортни вернулся к роли бригадира Летбридж-Стюарта. Его персонаж оставался среди повторяющихся вплоть до 13 сезона классических серий.
Джон Левен вновь появился в роли сержанта Бентона в серии «Послы смерти». Этот персонаж также регулярно возвращался в сериал до 13 сезона классических серий.

## Серии
После выхода серии «Острие из космоса» Барри Леттс сменяет Деррика Шервина на посту продюсера. Начиная с этого сезона классические серии стали цветными. В целях максимально успешно использовать новые методы производства, было решено сократить количество эпизодов: для сравнения, в рамках шестого сезона классического сериала было выпущено 44 эпизода, в рамках седьмого — только 25. Впоследствии, начиная с текущего и кончая двадцать вторым, все классические сезоны имели от 20 до 26 эпизодов. После выпуска первой, состоящей из 4 частей, истории, остальные эпизоды были разделены на три серии, по 7 частей в каждом. Такое деление, а также тот факт, что события всех серий происходит исключительно на Земле, было идеей Питера Брайнта и Деррика Шервина, но, тем не менее, Леттс, а также главный редактор Терренс Дикс остались недовольны этим.
Первоначально планировалось, что съёмки серии «Острие из космоса», подобно съёмкам серий предыдущих сезонов, будет включать работу в студии, где кадры снимались на видеоплёнку, и выезд на местность для съёмок на 16-мм плёнку. Однако из-за забастовки технического персонала BBC вся серия была снята вне студии и только с использованием 16-мм плёнки.
| Номер | Название                                                 | Частей (эпизодов) | Режиссёр                   | Сценарист                               | Зрителей (миллионов)        | Индекс оценки (из 100) | Дата выхода в эфир | Код |
| --- | -------------------------------------------------------- | ----------------- | -------------------------- | --------------------------------------- | --------------------------- | ---------------------- | --- | --- |
| 51 | «Острие из космоса» «Spearhead from Space»               | 4 эпизода         | Дерек Мартинус             | Роберт Холмс                            | 8.4 8.1 8.3 8.1             | 54 — 57                | 3 января 1970 года 10 января 1970 года 17 января 1970 года 24 января 1970 года                                                              | AAA |
| Повелители времени ссылают Доктора на Землю и он, регенерировавший во второй раз, отправляется в английские леса, рядом с которыми прошёл метеоритный дождь. В это время на соседней пластмассовой фабрике начинают твориться странные вещи.                                  |                                                          |                   |                            |                                         |                             |                        | |     |
| 52 | «Доктор Кто и силурианцы» «Doctor Who and the Silurians» | 7 эпизодов        | Тимоти Комб                | Малкольм Хьюлк                          | 8.8 7.3 7.5 8.2 7.5 7.2 7.5 | 58 57 60 58 57 58      | 31 января 1970 года 7 февраля 1970 года 14 февраля 1970 года 21 февраля 1970 года 28 февраля 1970 года 7 марта 1970 года 14 марта 1970 года | BBB |
| Необъяснимые потери мощности и необычно высокая распространенность болезней среди сотрудников мешают работе над новым типом ядерного реактора. Исследуя близлежащие пещерные системы, Доктор обнаруживает, что они являются местом обитания группы интеллектуальных рептилий. |                                                          |                   |                            |                                         |                             |                        | |     |
| 53 | «Послы смерти» «The Ambassadors of Death»                | 7 эпизодов        | Майкл Фергусон             | Дэвид Уитакер Тревор Рэй Малкольм Хьюлк | 7.1 7.6 8.0 9.3 7.1 6.9 6.4 | 60 61 59 58 — 61 62    | 21 марта 1970 года 28 марта 1970 года 4 апреля 1970 года 11 апреля 1970 года 18 апреля 1970 года 25 апреля 1970 года 2 мая 1970 года        | CCC |
| Космический зонд, проводящий исследования на Марсе, возвращается на Землю. Однако, члены экипажа ведут себя очень странно и вовсе не напоминают по поведению людей. Доктор присоединяется к ЮНИТ, чтобы помочь в расследовании.                                               |                                                          |                   |                            |                                         |                             |                        | |     |
| 54 | «Инферно» «Inferno»                                      | 7 эпизодов        | Дуглас Кэмфилд Бэрри Леттс | Дон Хаутон                              | 5.7 5.9 4.8 6.0 5.4 6.7 5.5 | 61 60 — 58 60          | 9 мая 1970 года 16 мая 1970 года 23 мая 1970 года 30 мая 1970 года 6 июня 1970 года 13 июня 1970 года 20 июня 1970 года                     | DDD |
| Проект по бурению земной коры ставится под сомнение, когда бур по неясным причинам останавливается. Тем временем Доктор в своих экспериментах с ТАРДИС попадает в параллельную вселенную, где Великобританией управляет уже много лет фашистская диктатура.                   |                                                          |                   |                            |                                         |                             |                        | |     |

## Показ
Сезон транслировался на канале BBC One еженедельно с 3 января по 20 июня включительно. Первоначально Питер Брайант и Деррик Шервин планировали чередовать эпизоды, действие которых происходит на Земле и в других мирах, и для этого специально пригласили сценариста Найджела Нила. После того, как Нил отказался, было решено, что Доктор будет находиться в изгнании и действие всех эпизодов будет происходить только на Земле.

## DVD и Blu-Ray
| Серия | Количество и продолжительность эпизодов | Регион 2             | Регион 4              | Регион 1              |
| --- | --------------------------------------- | -------------------- | --------------------- | --------------------- |
| «Острие из космоса» | 4 × 25 мин.                             | 29 января 2001 года  | 12 сентября 2001 года | 11 сентября 2001 года |
| «Острие из космоса» — Специальное издание Только в Регионах 2 и 4, в рамках сборника Mannequin Mania                                                                | 4 × 25 мин.                             | 9 мая 2011 года      | 2 июня 2011 года      | 14 августа 2012 года  |
| «Острие из космоса» — Издание на Blu-ray Включая несколько бонусов                                                                                                  | 4 × 25 мин.                             | 15 июля 2013 года    | TBA                   | TBA                   |
| «Острие из космоса» — «Doctor Who DVD Files. Выпуск 35» | 4 × 25 мин.                             | 5 мая 2010 года      | 5 мая 2010 года       | TBA                   |
| «Доктор Кто и силурианцы» В Регионах 2 и 4 только в рамках сборника Beneath the Surface В Регионе 1 выходил либо отдельным изданием, либо в рамках других сборников | 7 × 25 мин.                             | 14 января 2008 года  | 5 марта 2008 года     | 3 июня 2008 года      |
| «Доктор Кто и силурианцы» — «Doctor Who DVD Files. Выпуск 65» | 7 × 25 мин.                             | 29 июня 2011 года    | 29 июня 2011 года     | TBA                   |
| «Послы смерти» | 7 × 25 мин.                             | 1 октября 2012 года  | 3 октября 2012 года   | 9 октября 2012 года   |
| «Инферно» | 7 × 25 мин.                             | 19 июня 2006 года    | 6 июля 2006 года      | 5 сентября 2006 года  |
| «Инферно» — Специальное издание | 7 x 25 мин.                             | 27 мая 2013 года     | 5 июня 2013 года      | 11 июня 2013 года     |
| «Инферно» — «Doctor Who DVD Files. Выпуск 44» | 7 × 25 мин.                             | 8 сентября 2010 года | 8 сентября 2010 года  | TBA                   |

## Книги
| Серия                     | Адаптация                        | Автор          | Впервые опубликована |
| ------------------------- | -------------------------------- | -------------- | -------------------- |
| «Острие из космоса»       | «Доктор Кто и Вторжение автонов» | Терренс Дикс   | 1974                 |
| «Доктор Кто и силурианцы» | «Доктор Кто и Пещерные монстры»  | Малкольм Хьюлк | 1974                 |
| «Послы смерти»            | «Послы смерти»                   | Терренс Дикс   | 1987                 |
| «Инферно»                 | «Инферно»                        | Терренс Дикс   | 1984                 |